# 二宮城光
二宮城光（1954年1月27日—），是一名日本的空手道家，圓心會館的創始人兼館長。

## 生平
二宮城光於生於日本，是家中的么子，上面有九位哥哥及姐姐。二宮家理從事水果販賣業，定且擁有多家分店。而他的父親為了生計，也兼職從事木匠。
12歲時，二宮城光開始向他國中的老師學習柔道，並且在13歲時取得黑帶，14歲時二宮便在當地的警察會館當中自我訓練。也就是因此，二宮遇到了他的空手道師父蘆原英幸，一年之後，二宮開始在蘆原英幸的到場裡學習空手道。
17歲時，二宮城光通過了蘆原英幸的審核，取得極真會館的棕色色帶，並且參加極真會館所舉辦的全日本空手道大賽，他同時也是最年輕的參賽者。最後在第二回合時，輸給了當屆的冠軍佐藤勝昭。之後二宮繼續的為明年的比賽作訓練和準備，他曾經在一個海岸邊居住三個星期，以求專心鍛鍊。但是隔年的比賽他依然在第三回合輸給了當屆的冠軍三浦美幸。
在這段時間，二宮城光也繼續的進修柔道。但是在高中畢業之後，二宮就停止學習柔道，全心投入空手道的練習。他同時也辭掉許多光鮮的工作，包括夜店的保鑣。二宮此時已經是極真會館的黑帶一段，並且在1973年的全日本空手道大會中於第三回合輸給當屆的冠軍廬山初雄。
。
一個月之後，二宮城光與另外五名極真會館的選手被挑選前往美國紐約受訓。兩個月之後，其他五名選手分別回到日本，但是惟獨二宮一人獨自留在紐約，繼續進行空手道的訓練與教學。而由於簽證的問題，二宮沒能回到日本參加1974年的全日本空手道大會。
1975年的10月，二宮城光回到日本參加第一屆的極真會館全世界空手道大會，並且在準決賽時再度對上佐藤勝昭。經過三回合的比賽，最後佐藤勝昭以判定會勝，並且在最後的決賽擊敗廬山初雄，得到冠軍。而二宮最後則以第三名作收。這幾場比賽都被收錄在極真會館所出版的影片-地上最強的空手道當中。
隔年的大會，二宮城光在決賽時敗給佐藤俊一。1977年的比賽，則因為練習時二宮的左腳不慎被劍所割傷而無法參加。但在同時二宮也搬到美國的丹佛開設第一間屬於自己的道館。他的第一間道館設於一間健身俱樂部當中，之後隨著學生增加，二宮很快的擁有足夠的金錢租下一間場地作為自己專屬的道館。
1978年，二宮因為父親過世回到日本參加葬禮。七個月後，二宮在當年第10屆的全日本空手道大會中擊敗三瓶啟二，奪得冠軍。之後二宮便自選手當中退役，專心於空手道的教學。
1980年，蘆原英幸自極真會館當中獨立，成立自己的空手道組織-蘆原會館。二宮城光遂成為蘆原會館美國支部的支部長，之後的八年，二宮努力的將蘆原會館美國之部的經營步上軌道。
在這段時間，二宮逐漸開始對於空手道的鍛鍊有了自己的看法和見解。他開始希望擁有自己的道場，並且教授他心中所認知的真實空手道。1988年的五月，二宮決定脫離蘆原會館，創隸屬於自己的空手道組織-圓心會館。許多原本隸屬於蘆原會館的道館都表示願意追隨二宮的腳步，這也讓新成立的圓心會館立刻擁有許多穩健的基礎。
之後圓心會館不斷的擴張，現在在許多國家都已經設有分部。

## 外部連結
- 圓心會館官方網站
- Official site of New International Karate Organization (NIKO) - Ashihara Karate Kaikan